# Laurence Doherty
Hugh Laurence Doherty, detto Laurie (Londra, 8 ottobre 1875 – Broadstairs, 21 agosto 1919) è stato un tennista britannico.
Lui e il fratello Reggie furono gli eroi del tennis inglese di quel periodo. Più piccolo d'età e di statura, Laurence era soprannominato Little Do, mentre il fratello maggiore era Big Do.

## Carriera
In coppia, i due fratelli arrivarono alla finale del doppio a Wimbledon per undici volte consecutive, ininterrottamente dal 1896 al 1906, vincendo ben otto titoli. Nel singolare, Laurie fu il dominatore del torneo dal 1902 al 1906 vincendo cinque titoli consecutivi.
Sempre in coppia, i fratelli Doherty vinsero il doppio maschile anche alle Olimpiadi di Parigi del 1900. Nella stessa edizione Lawrence vinse anche il singolare maschile e conquistò la medaglia di bronzo nel doppio misto insieme all'americana Marion Jones.
I fratelli fecero parte della squadra britannica di Coppa Davis dal 1902 al 1906, e contribuirono ampiamente alle quattro vittorie consecutive a partire dal 1903. Nella sua carriera in Coppa Davis, Laurie non perse mai un incontro, aggiudicandosi in totale sette singolari e cinque doppi.
Laurie si ritirò nel 1910 all'età di 35 anni, nello stesso anno del fratello Reggie.
Morì nel 1919 ad appena 43 anni.